# El Tocuyo
El Tocuyo ist eine Stadt, Verwaltungssitz des Bezirks Morán, im Bundesstaat Lara, Venezuela.
El Tocuyo befindet sich in einem fruchtbaren Tal zwischen Bergen, die ein Teil der nördlichen Andenausläufer bilden.

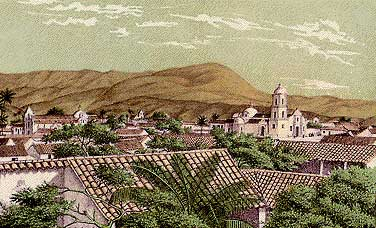
El Tocuyo um etwa 1866 (von Ramón Bolet Peraza)

Der Tocuyo-Fluss fließt durch diese Stadt. 

## Geschichte
Die Guayones, ein Stamm der Jirajara-Gruppe, lebten in dieser Region, als die Europäer ankamen. Die Region war dicht besiedelt und landwirtschaftlich sehr produktiv.
Zur Zeiten der Welser-Herrschaft konzentrierten sich die europäischen Siedler Venezuelas in Coro, an der Küste. Die Coro-Region war sehr trocken und kaum fruchtbar. Da die Welser sich mit Streifzügen auf der Suche nach El Dorado befanden, entschied sich der Spanier Juan de Carvajal, Siedler aus Coro zum El Tocuyo-Gebiet zu führen, um dort eine spanische Siedlung zu gründen. Carvajal gründete am 7. Dezember 1545 die Stadt „Ciudad de Nuestra Señora de la Pura y Limpia Concepción de El Tocuyo“, die von 1546 bis 1548 als Verwaltungssitz von Venezuela fungierte. Die strategische Bedeutung dieser Stadtgründung für die Erschließung Venezuelas zeigt sich u. a. auch, dass die Expedition, die zur Gründung von Caracas führte, von El Tocuyo aus geführt wurde. 

## Wirtschaft
Die Landwirtschaft ist der wichtigste Motor der Region.
Nestlé hat eine Filiale in der Stadt.

## Infrastruktur
Es gibt eine öffentliche Bibliothek, die Bibliothek Alcides Losada.

## Bibliographie
- Olier, Janett (Editora). 1995. El Tocuyo 450 años. J & Eme Editores S.A. Maracaibo-Venezuela.
- Troconis de Veracoechea, Hermila. 1984. "Historia de El Tocuyo Colonial", Universidad Central de Venezuela, Ediciones de la Biblioteca, Caracas.